# Protohermes hunanensis
Protohermes hunanensis là một loài côn trùng trong họ Corydalidae thuộc bộ Megaloptera. Loài này được D. Yang & C.-k. Yang miêu tả năm 1992.